# Torre de la Judía (Tudela)
La torre de la Judía era una atalaya de Tudela (Navarra) que se situaba a la derecha de la carretera de Corella antes de la bifurcación a Murchante. Debió adquirir bastante importancia, pues hay varios documentos que la referencian. Actualmente se sospecha que es la misma atalaya que la conocida como Torre del Campo de Navadebel.

## Historia y cronología de construcción
Ha sido tradicionalmente considerada de época musulmana, tal vez construida en el siglo IX con la fortificación de Tudela de Amrùs ben Yusuf. No obstante, últimamente se tiende a considerar que tiene un origen cristiano, probablemente del siglo XIII. La torre es citada en varias ocasiones en el siglo XVII, en documentos escritos de 1641 (con motivo de unas inundaciones del río Queiles y la destrucción del puente de Velilla) y 1673. Sostuvo vestigios hasta 1855.